# 名港中央インターチェンジ
名港中央インターチェンジ（めいこうちゅうおうインターチェンジ）は、愛知県名古屋市港区金城ふ頭にある、伊勢湾岸自動車道・伊勢湾岸道路（国道302号有料道路区間）のインターチェンジ(IC)である。

## 概要
名古屋港の金城埠頭に設置されたインターチェンジである。名港トリトンの名港中央大橋と名港西大橋の結節点に位置する。双方向へアクセスできるトランペット型のフルインターチェンジである。
当ICが含まれる東海IC - 飛島IC間（6.1 km)は「伊勢湾岸道路」（国道302号一般有料道路、高速自動車国道に並行する一般国道自動車専用道路）であり、高速自動車国道としては事業化されていない。ただし、東海IC - 名港中央IC間が高速自動車国道の第二東海自動車道、名港中央IC - 飛島IC間が近畿自動車道名古屋神戸線の基本計画区間に含まれており、当ICはその境界となっている。よって、第二東海自動車道（新東名高速道路）の東京都 - 名古屋市間の距離328 kmと、近畿自動車道名古屋神戸線（新名神高速道路）の名古屋市 - 神戸市間の距離174 kmは当ICを起終点として算出されている。
オフランプは料金所通過後、市営駐車場に直通できる連絡路が設けられており、名古屋市国際展示場（ポートメッセなごや）とレゴランド・ジャパン・リゾート利用者への便宜を図っている。
なお、名港中央ICの料金所敷地は、名古屋港管理組合所有であり、有償借地で日本道路公団（現：NEXCO中日本）が権限を取得している。公団所有地として買収できなかったのは、名古屋港管理組合が金城ふ頭エリアを「商港区」の分区指定を行なったことで、売却を目的としない土地であることを理由に売却を拒否されたことによる。さらに、金城ふ頭が自治省（現：総務省）認可である起債事業により整備されたふ頭であるためである。

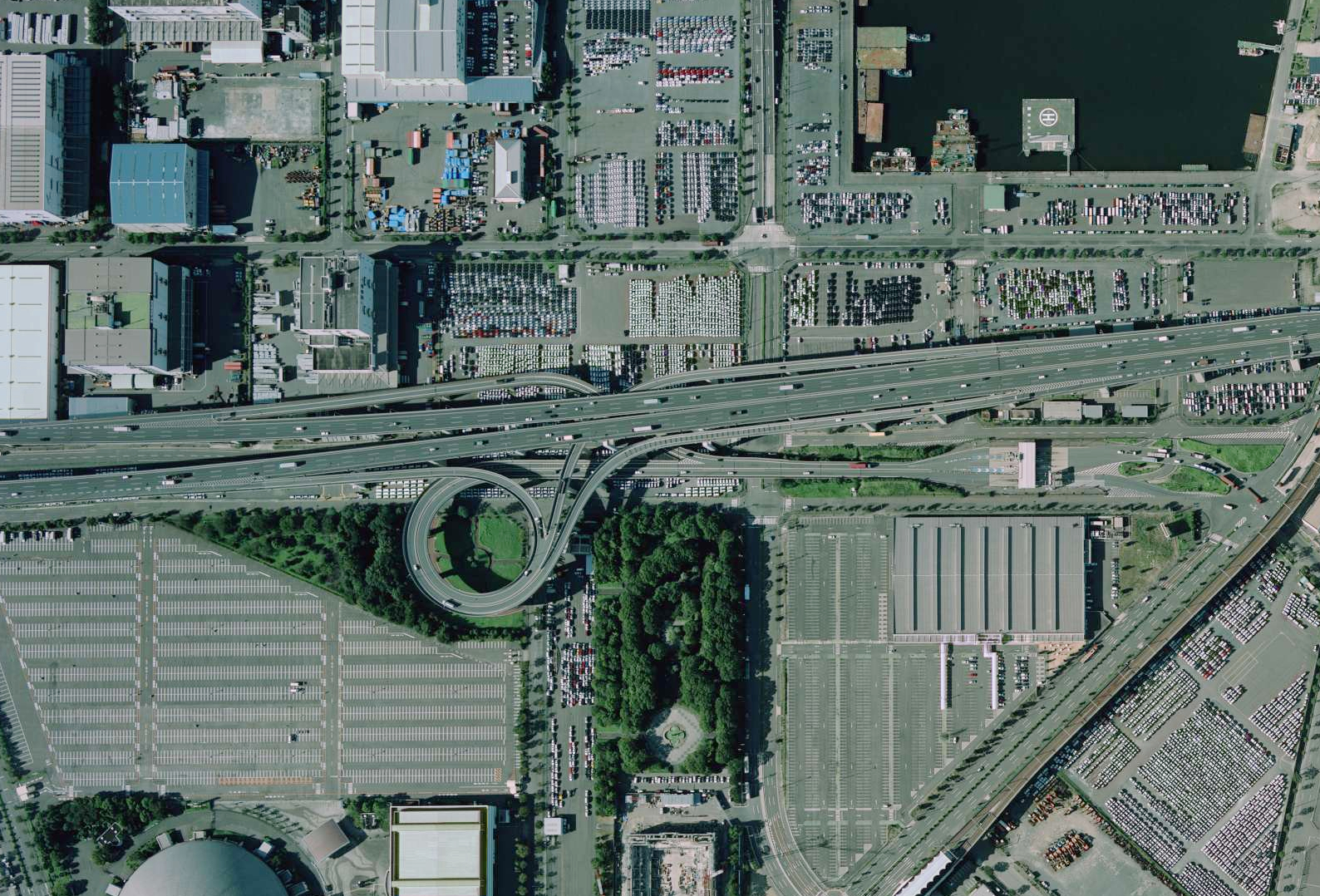
インター形状はトランペット型。『国土交通省「国土画像情報（カラー空中写真）」（配布元：国土地理院地図・空中写真閲覧サービス）』
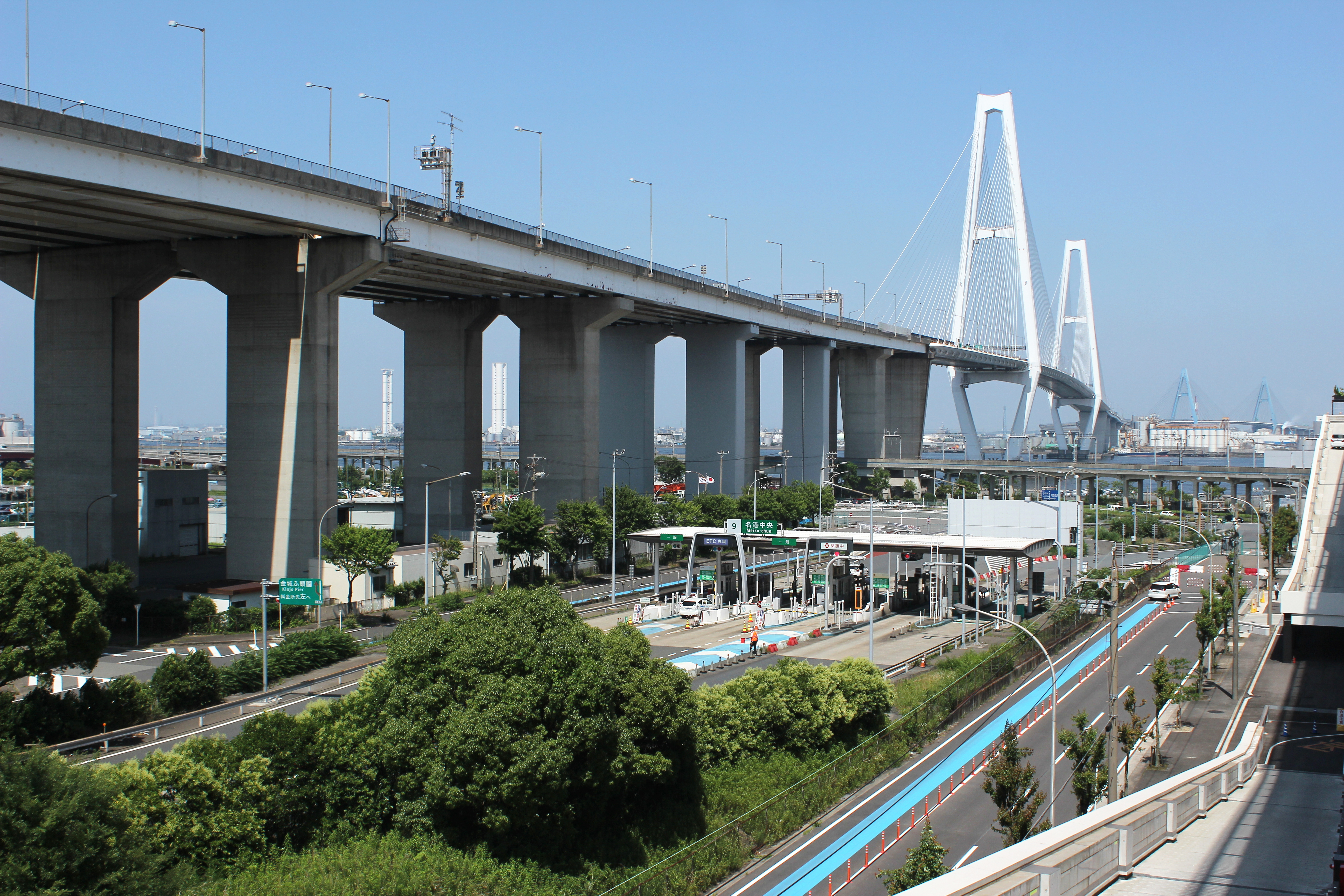
ICは名港中央大橋と名港西大橋に挟まれて敷設されている。
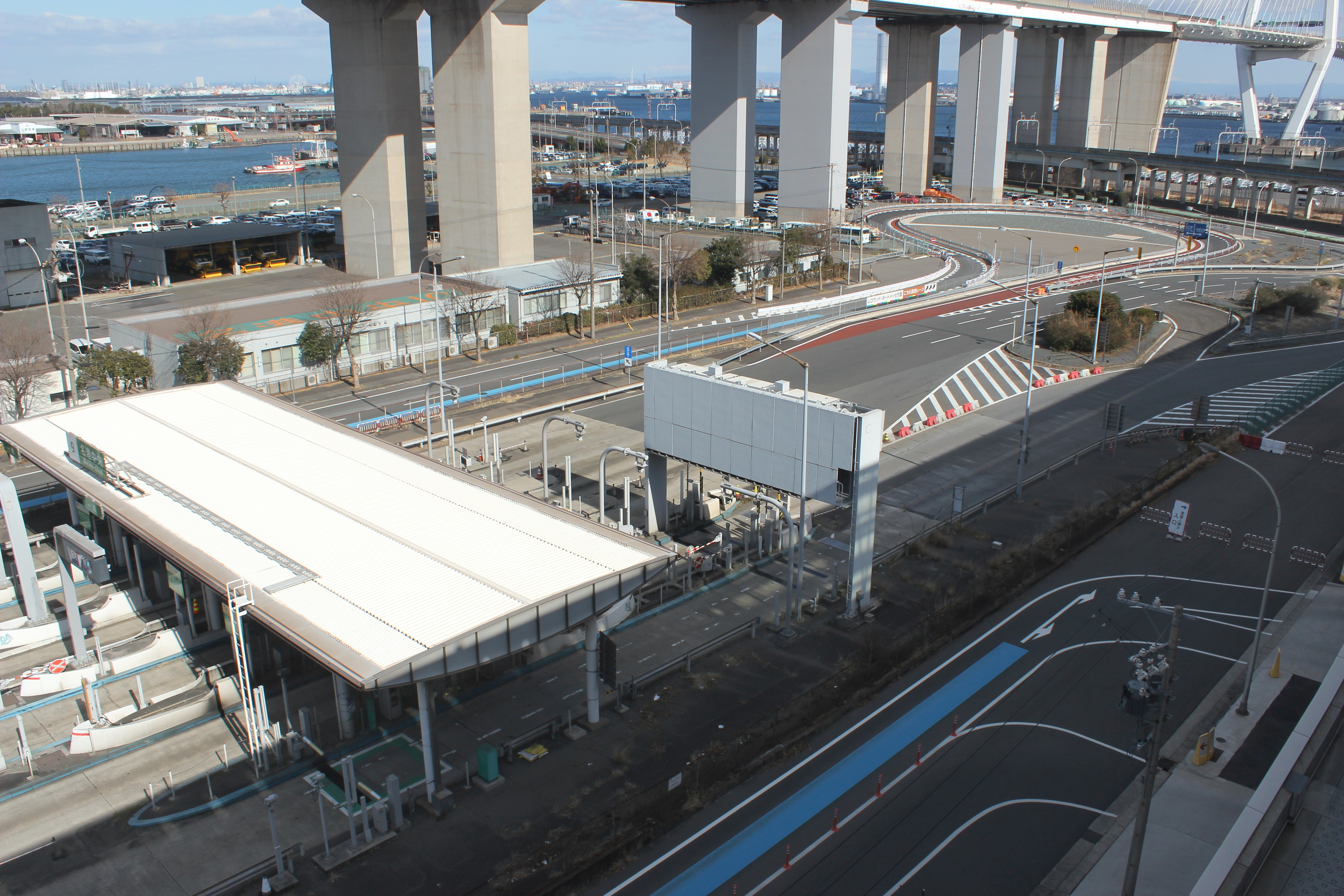
料金所を出るとICと名古屋市営金城ふ頭駐車場をつなぐ連絡路が現れる。

## 歴史
| 2017年に新設された名古屋市営金城ふ頭駐車場への連絡路。画像左 :インター料金所を出て現れるループ。画像右：ループ通過後、インターのランプウェイの下をくぐり抜けて金城ふ頭駐車場に直通。 |  | 2017年に新設された名古屋市営金城ふ頭駐車場への連絡路。画像左 :インター料金所を出て現れるループ。画像右：ループ通過後、インターのランプウェイの下をくぐり抜けて金城ふ頭駐車場に直通。 |
| 2017年に新設された名古屋市営金城ふ頭駐車場への連絡路。画像左 :インター料金所を出て現れるループ。画像右：ループ通過後、インターのランプウェイの下をくぐり抜けて金城ふ頭駐車場に直通。 |  | |

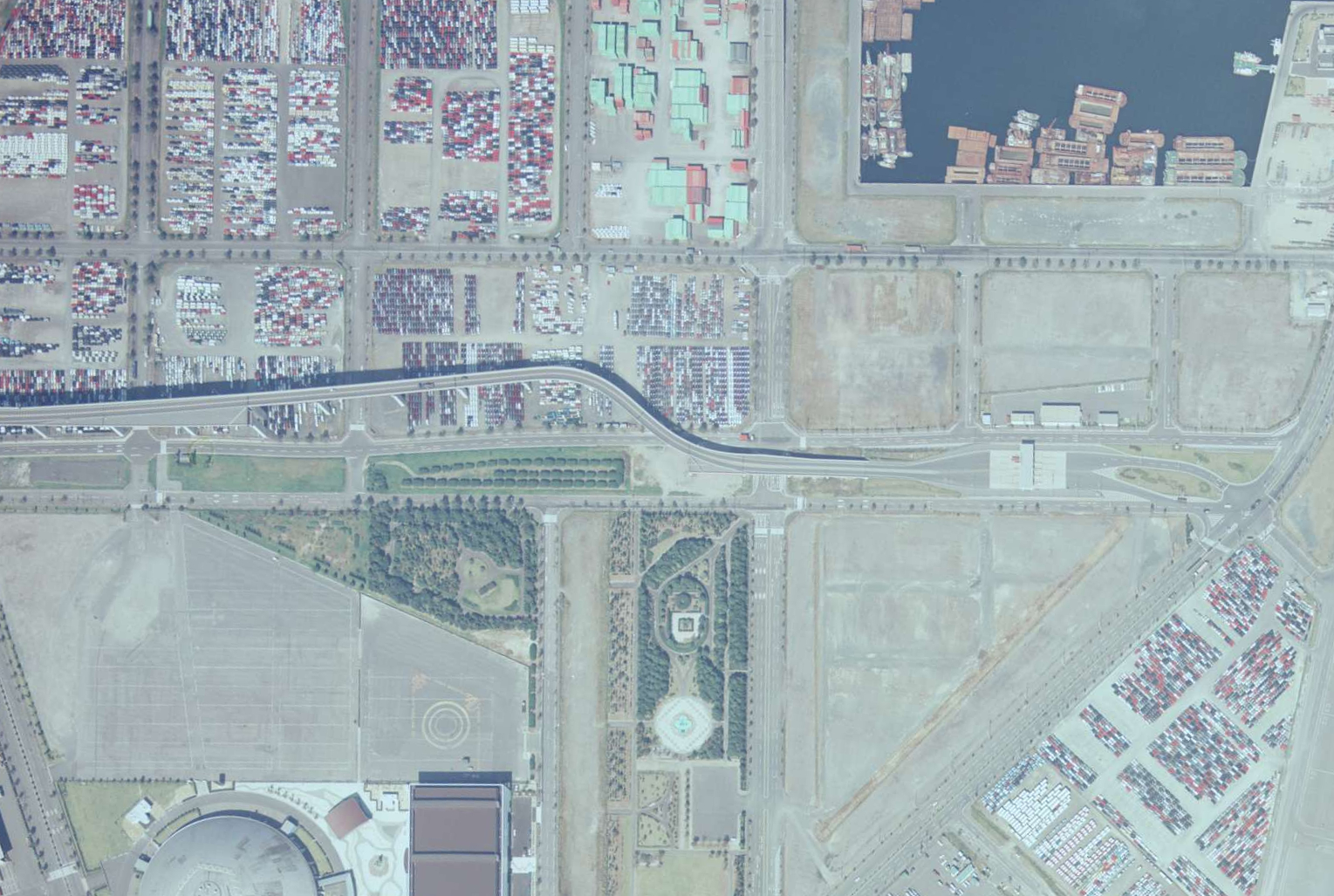
有料道路「名港西大橋」時代のインター。『国土交通省「国土画像情報（カラー空中写真）」（配布元：国土地理院地図・空中写真閲覧サービス）』

1985年3月の名港西大橋一期線（上り線、北側の橋）供用に合わせて運用を開始した。当時は「名港西大橋料金所」と称した。なお、飛島側に料金所は設けられず、金城ふ頭側で一括徴収した。
名港中央大橋、名港東大橋、名港西大橋二期線の供用を前に、料金所の改築を営業しながら行い、伊勢湾岸道路の各IC料金所に共通の張り出し天井デザインに変更された。計画では「金城インターチェンジ」と仮称されたが、「名港中央インターチェンジ」が本採用され、1998年（平成10年）3月に伊勢湾岸自動車道のインターチェンジとして開業した。
当ICは元々は名古屋市近郊を一周する環状道路（名古屋環状2号線）のインターチェンジとして構想されたが、その後追いの形で計画された豊田市と四日市市を結ぶ一般有料道路、伊勢湾岸道路のインターチェンジも兼ねることになった。伊勢湾岸道路（名古屋環状2号線兼用）は1979年（昭和54年）12月に金城ふ頭 - 飛島間、1987年（昭和62年）11月に東海 - 金城ふ頭間が一般有料道路として事業許可を受け、この2区間を併せた東海 - 飛島間が伊勢湾岸道路として最も早く着工されるに至った。
やがて1987年（昭和62年）9月の国土開発幹線自動車道建設法の一部改正によって伊勢湾岸道路が第二東海自動車道（第二東名高速道路）と近畿自動車道名古屋神戸線（第二名神高速道路）の予定路線となった。この時の第二東海自動車道と近畿自動車道名古屋神戸線の境界は「名古屋」とされたが、当時は具体的な境界点までは示されなかった。そして1989年（平成元年）2月の国土開発幹線自動車道建設審議会（国幹審）による決定を経て、既に一般有料道路として事業中の東海IC - 飛島ICを除いたその前後の伊勢湾岸道路が、第二東海自動車道横浜東海線と近畿自動車道飛島神戸線の基本計画路線として取り込まれた。なお、一般有料道路として構想された伊勢湾岸道路は道路規格が低いことから、1991年（平成3年）8月に第二東名と第二名神の高規格に合わせるための都市計画変更を実施、これをもって環状道路（名二環）の規格から決別して東京 - 名古屋 - 神戸間の国土軸を形成する道路の一部となった。
1996年（平成8年）12月開催の国幹審では、東海IC - 名港中央IC間（約4 km）が第二東海自動車道、名港中央IC - 飛島IC間（約3 km）が近畿自動車道の基本計画区間に取り込むことが決定し、翌年2月に反映された。これ以後、明確に名港中央ICが第二東海自動車道と近畿自動車道名古屋神戸線の境界となった。

### 年表
- 1967年（昭和42年）3月17日 : 名港中央IC（当時はIC名は未定）が構想されるも[11]都市計画決定は持ち越しとなる[19]。
- 1979年（昭和54年）8月10日 : 東海IC - 飛島IC間の都市計画決定[20]。
- 1985年（昭和60年）3月20日 : 飛島IC - 当IC間開通（当時は有料道路「名港西大橋」として）[13]。
- 1987年（昭和62年）9月1日 : 国土開発幹線自動車道建設法の一部改正により、第二東海自動車道、近畿自動車道名古屋神戸線として東京都 - 名古屋市 - 神戸市間が国土開発幹線自動車道の予定路線となる[21]。
- 1991年（平成3年）8月28日 : 都市計画変更。名港中央ICの都市計画上の所属路線が名古屋環状2号線から伊勢湾岸道路に変更され、併せて道路規格変更[22]。
- 1997年（平成9年）2月5日 : 第30回国土開発幹線自動車道建設審議会で第二東海自動車道および近畿自動車道の基本計画区間に東海 - 飛島間（一般国道自動車専用道路）を組入れ[17]。
- 1998年（平成10年）3月30日 : 伊勢湾岸自動車道　当IC - 名古屋南IC間開通に伴い完全供用開始。IC名称を「名港中央インターチェンジ」としてオープン[2]。
- 2017年（平成29年）3月1日 : 料金所出口から 名古屋市営金城ふ頭駐車場 に向かうルートが増設される[6][23]。

## 周辺

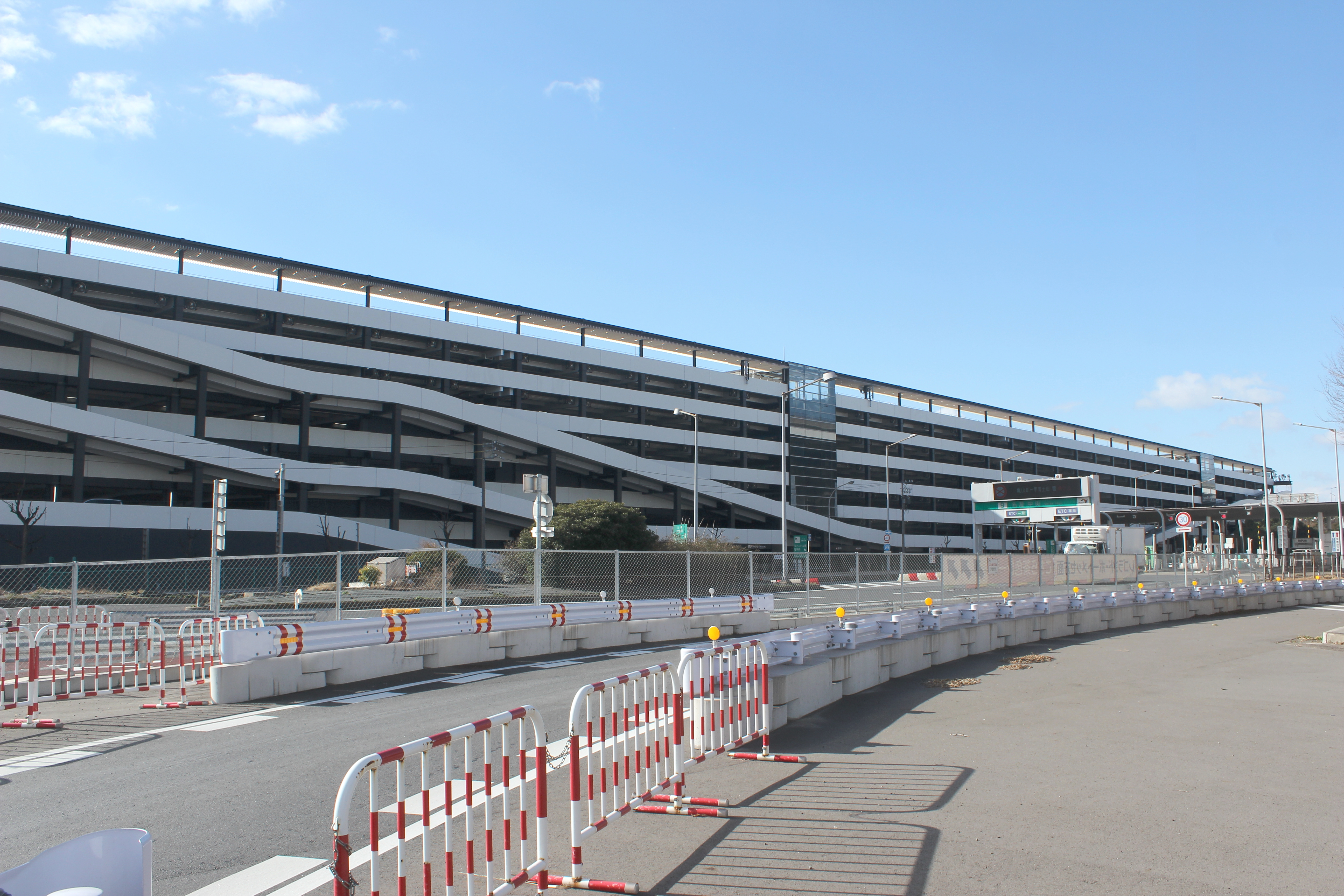
インターチェンジに隣接する名古屋市営金城ふ頭駐車場

- 名古屋臨海高速鉄道西名古屋港線（あおなみ線）金城ふ頭駅
- 名古屋市国際展示場（ポートメッセなごや）
- JR東海リニア・鉄道館
- ファニチャードーム名古屋新本店
- 名古屋港フェリーターミナル
- 名古屋金城ふ頭アリーナ
- レゴランド・ジャパン・リゾート
- Maker's Pier
- 名古屋市営金城ふ頭駐車場

## 接続する道路

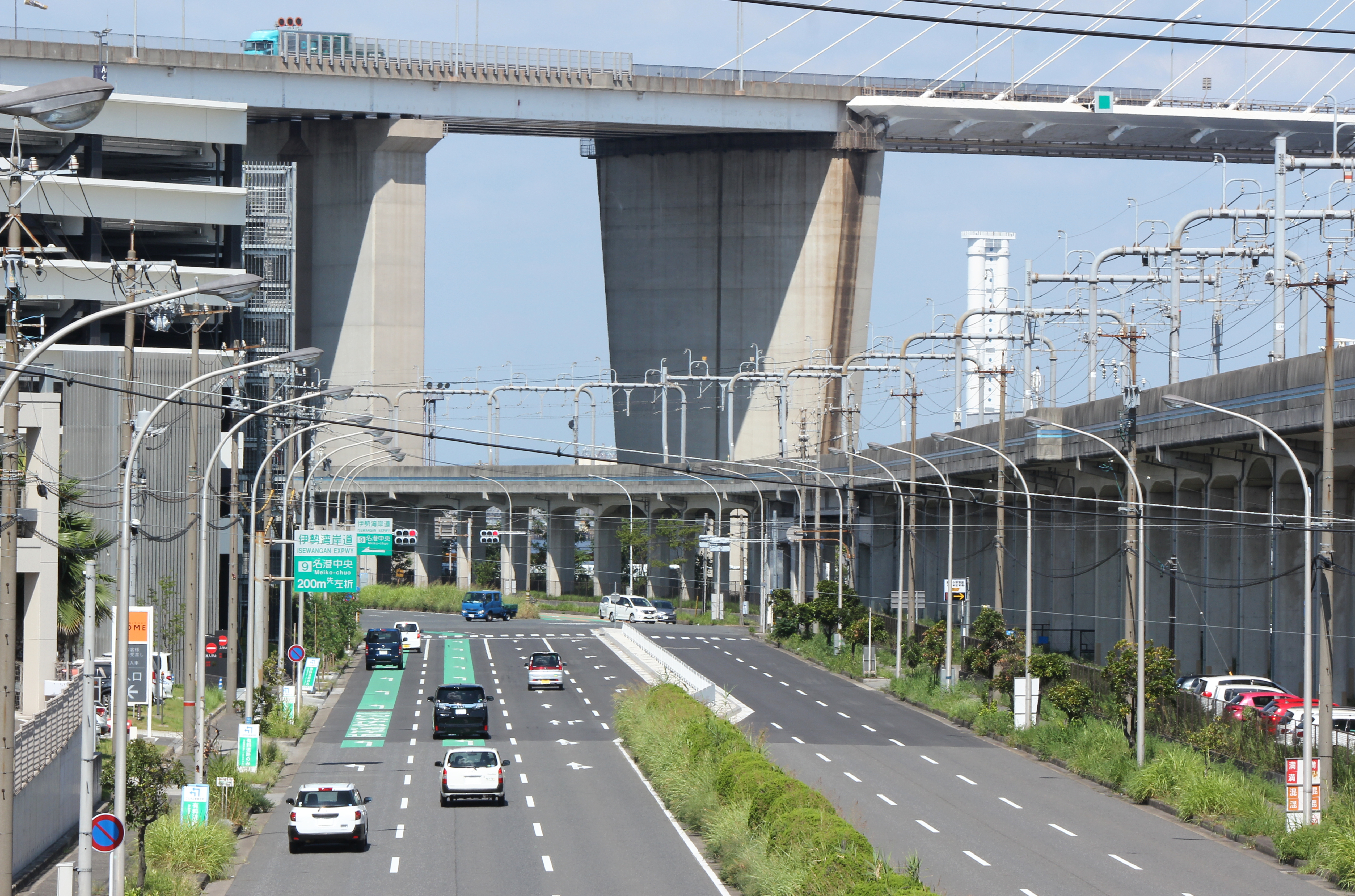
インターは金城ふ頭線および臨港道路と接続

- 金城ふ頭線（名古屋市道金城埠頭線）

## 料金所
| トールゲート。入口側（画像左）と出口側（画像右） |  | トールゲート。入口側（画像左）と出口側（画像右） |
| トールゲート。入口側（画像左）と出口側（画像右） |  |                                                  |

レーン運用は、時間帯やメンテナンスなどの事情によって変更される場合がある。

### 入口
- レーン数：2[24]
  - ETC専用：1
  - ETC/一般：1

### 出口
- レーン数：4[24]
  - ETC専用：2
  - 一般：2

## 隣
E1A 伊勢湾岸自動車道・伊勢湾岸道路
(8) 名港潮見IC - (9) 名港中央IC - (10) 飛島IC / (10-1) 飛島JCT